# Реконкиста
За града в Аржентина вижте Реконкиста (град).
За отвоюването на Леванта вижте Византийска реконкиста.
Реконкиста (на испански и португалски език: Reconquista, тоест отвоюване) се нарича процесът на отвоюване на Иберийския полуостров от властта на мюсюлманите, продължил 774 години. В началото на VІІІ в. Вестготското кралство рухва под ударите на арабско-мавританските войски, начело с Тарик ибн Зияд. Испания става част от Омаядския халифат, навлизат големи маси мюсюлмани, които оставят дълбоки културни следи. През 718 или 722 г. с християнската победа при Ковадонга започва прогонването на нашествениците първо от най-северните области (Астурия), после и от другите части на страната. С разширяването на християнските владения се образуват и други държави – кралствата Леон, Галисия, Кастилия, Португалия, Арагон, Навара, както и графство Барселона. Между тях протичат процеси на разцепление и обединение. В същото време на юг се образува Кордовският емират и халифат, който се разпада през ХІ в. Това е една от главните причини за победата на християните.
Ключови моменти от дългата религиозна борба са победата на християните при Симанкас (939), превземането на Толедо (1085), последвалата контраатака на Алморавидите с победата им при Саграхас, превземането на Лисабон (1147). Последният мюсюлмански успех е битката при Аларкос (1195), след което при Лас-Навас-де-Толоса (1212) идва съкрушителната християнска победа. Тя е последвана от бързото падане на Кордоба (1236), Валенсия (1238) и Севиля (1248). Последните владения на мюсюлманите около крепостта Гранада оцеляват повече от два века, докато през 1492 г. с нейното превземане на Реконкистата е сложен край.
По време на военните действия християнските владетели издават множество декрети за толерантност, което улеснява победата им, но след финалния им успех тази политика се променя. Следва прогонване на останалите мюсюлмани и на евреите и триумф на католическата вяра. Понятието Реконкиста се появява през ХІХ в. в трудовете на испански историци, които виждат в борбата съществен принос към формирането на испанската нация. Това, което в началото се е възприемало като възстановяване на вестгостката държавност, сега придобива съвсем друг смисъл.

## Арабско завоевание на Испания
По времето на Омаядската династия, в края на VІІ в., арабите покоряват северна Африка. През 698 г. пада византийската твърдина Картаген. В пространството между Тунис и Мароко те заварват полуномадски народи като берберите и маврите и бързо, макар и повърхностно, ги ислямизират. Така се създава база за атака срещу Вестготското кралство. В началото на 711 г. неголяма армия от 7000 бербери, командвана от арабския пълководец Тарик ибн Зияд, преминава Гибралтарския проток и се установява в най-южните части на Испания. Вестготите изпращат против тях армия, начело на която застава самият крал Родерих. В битката при река Гуадалете през същата година те претърпяват пълно поражение, в което загива и кралят. Сега нови военни части се прехвърлят от Африка, включително елитни арабски войници, докарани направо от Дамаск. До 714 г. мюсюлманите превземат Сарагоса и Леон, с което премахват всички стратегически точки на вестготската съпротива.
През 717 г. мюсюлмански контингенти за първи път преминават Пиренеите и проникват в Септимания – днешното френско крайбрежие на Средиземно море. От 721 до 725 г. тази област е завладяна. Същевременно са предприети първите нашествия на територията на Франкското кралство – към Тулуза и по долината на Рона. Европа е алармирана от очевидното намерение на арабите да завземат значителни части от християнския свят, но те са спрени в кръвопролитната битка при Поатие (732). Поражението води до бързото стихване на арабската агресия и до установяването на относително спокойствие по границите. Арабската власт над Испания не се налага достатъчно здраво, за да се гарантира подчинението на цялата страна. Ето защо завоевателите показват толерантно отношение към покорените християни. Контролът е най-слаб в района на Кантабрийските планини на север, където местни аристократи се радват на почти пълна независимост. Именно оттам през 718 г. започва Реконкистата.

## Мюсюлманският свят в Испания
В началото Испания става част от огромния Арабски халифат, управляван в този момент от Ал-Уалид І. Халифът отзовава Тарик и изпраща като управител Муса ибн Нусаир. Муса избира за своя столица процъфтяващия град Севиля, а синът му Абд-ал Азис и се жени за вдовицата на Родерих. Много скоро те попадат под подозрение, че се стремят да откъснат страната от властта на халифа, както и да приемат християнството. Смъртта на Ал-Уалид през 715 г. е последвана от смъртта на Муса и сина му, след което управител на Испания става Аюб ибн Хабиб. Мюсюлманите наричат завоюваната Испания Ал-Андалус и се заемат да я уредят по своите обичаи. Те гарантират религиозна свобода на християните под властта им, с което се предпазват от големи бунтове. Същевременно обаче им налагат специалния данък джизие, израз не само на финансова зависимост, но и на съществуващата дискриминация. Испания е разделена на пет административни региона, които обхващат днешните: 1. Юга (дн. Андалусия); 2. Запада (дн. Португалия и Галисия); 3. Центъра (Кастилия и Леон); 4. Североизтока (Навара, Арагон и Барселона); 5. Септимания.
През 750 г. в Арабския халифат е извършен преврат и Омаядите губят властта. Новата силна династия е тази на Абасидите. Един омаядски принц – Абд ар Рахман – пристига в Испания и създава независима държава, наречена Кордобски (Омаядски) емират. Столица става град Кордоба. През 929 г. емиратът прераства в халифат, конкурентен на Абасидите. Той просъществува около век. При негово по-продължително оцеляване Реконкистата едва ли изобщо би се увенчала с успех. След разпадането му през 1031 г. възникват двадесетина малки ислямски княжества, известни като тайфи. Тяхната слабост е най-щастливото обстоятелство за християните.
По време на своето управление мюсюлманите превръщат Испания в най-добре развитата и благоденстваща страна в Европа. Кордоба става най-многолюдният град, заедно с Константинопол. Тя става център на оживена търговия, произвеждат се многобройни занаятчийски стоки. Архитектурата е в разцвет и до днес са останали паметници като джамията Мескита и дворците Алхамбра и Алкасар. Изключително развити са науки като математика, медицина, агрономия, астрономия, фармацевтика. Открит е университет, който предшества дори най-ранните в християнска Европа.

## Мюсюлманското надмощие (711 – 1085)

### Астурия
Това е името на най-северните части на Пиренейския полуостров, по скалистите брегове на Бискайския залив. Там мюсюлманската власт е само на хартия и някои вестготски вождове действат самостоятелно. Такъв е бившият телохранител на Родерих Пелагиус, известен по-късно с името Пелайо. През 718 или 722 г. той побеждава в долината на Кавадонга малък арабски отряд и се обявява за крал на Астурия. Този самоволен акт не води до автоматично признание от другите християнски държави. След поражението при Поатие през 732 г. арабите решават да консолидират владенията си в Испания, но рейдовете в Астурия не сломяват християнската съпротива. Пелайо умира през 737 г., наследен от сина си, с което се установява принципа на наследието. Първоначалните посоки на разширението на Астурия са по бреговете, към Галисия и Баските земи, съпроводени от династични бракове с местните вождове. През 742 г. обаче в земите на юг от Кантамбрийските планини избухва въстание. Астурийците се възползват и за първи път разширяват територията си до река Дуеро.
През 759 г. Пипин Къси прогонва мюсюлманите от Септимания, след което разширява Франкското кралство до Пиренеите. През 778 г. неговият син Карл Велики за първи път прехвърля войските си на юг от планината и обсажда Сарагоса. На връщане той е нападнат от баски войници в прохода Ронсево – битката, която прави прочуто името на Роланд, герой на популярна легенда от следващите векове. В края на VІІІ в. крал Алфонсо ІІ (791 – 842) установява здрави връзки с Карл Велики и дори съвместни действия. Техен връх е общата морска експедиция срещу Лисабон (798), която обаче е твърде амбициозна за времето си. Голямата полза за Алфонсо е, че франкският император и папата го признават за крал на Астурия. Така тази държава получава своето заслужено място на картата на Европа. През 801 г. франките превземат Барселона и създават Испанската марка, а това дава още повече увереност, че мюсюлманите може да бъдат победени.
ІХ в. е времето, в което се появява разнообразие сред християнските държави в Испания. Кралство Астурия, макар и най-силно, вече не е единственият двигател на реконкистата. През 824 г. се появява Наварското кралство, а по-късно Испанската марка се трансформира в независимото графство Барселона. През 874 г. астурийците превземат ключовото пристанище Порто. Там възниква графство Португалия, все още техен васал. Това е време, в което християните в Испания остават без подкрепата на могъщата Франкска империя. На нейно място вече е Френското кралство, а то е далеч по-слабо от нея.

### Леон
През 910 г. астурийският крал Алфонсо ІІІ Велики абдикира в полза на тримата си синове: Гарсия взема южните части (Леон), Ордоньо – западните (Галисия), а Фуела – първоначалните земи на Астурия. Постепенно всички земи на кралството попадат под властта на Фуела, но единството трае кратко. Започва дълъг период на фрагментация, който завършва през ХІ в., а тогава обединеното кралство вече носи името на новата си столица – Леон. Епохата представлява редица от поражения и победи. През 30-те години на Х в. новосъздаденият Кордобски халифат започва мощно настъпление на север, като едва не ликвидират кралство Навара. Офанзивата е спряна през 939 г. в голямата битка при Симанкас. Там Рамиро ІІ Леонски разбива армията на халифата, халифът Абд ал Рахман ІІІ едва не загива. Това се счита за особено ключов момент в хода на Реконкистата. Въпреки че впоследствие Леон и Навара дават васална клетва на халифа, след Симанкас настъпва равновесие, което ще продължи векове напред.
Следващият етап от борбата между християни и мюсюлмани се свързва с името на кордобския пръв министър Ал-Мансур, наричан Победителят. При него халифатът преживява най-голямото си могъщество. Първо Ал-Мансур въвежда ред в собствените си владения, като неутрализира сепаратистите, а след това атакува християнските държави. През 985 г. армиите му превземат Леон и го опожаряват. Всички християнски завоевания на юг от река Дуеро са изгубени. През 988 г. същата съдба сполетява и Барселона. Тъжен момент за християните е падането на свещения град Сантяго де Компостела (997). Камбаните на прочутата църква са отнесени в Кордоба, където престояват повече от две столетия. Времето на Кордобското могъщество приключва около 1009 г., когато започва гражданска война. Тя довежда първо до отслабването, а после и до разпадането на халифата. От 1031 г. вече няма единна мюсюлманска държава в Испания, а двадесетина емирати (тайфи), които воюват помежду си със същото ожесточение, с което се бият с християните.
Кралство Леон се възползва от новата обстановка по времето на Фернандо І (1037 – 1065), който начева серия опустошителни походи на юг. Редица мюсюлмански градове откупват свободата си чрез големи суми (париас). Връх на тази политика е атаката срещу Севиля през 1063 г. Когато Фернандо І умира (1065), отново настъпва разделение на земите му между тримата му синове. За първи път на картата се появява държава с името Кастилия, на която съдбата предписва славно бъдеще.

### Толедо
Леонският крал Алфонсо VІ (1065 – 1109) се смята за най-големия герой на Реконкистата. Той продължава политиката на баща си да напада близките емирати и превръща владетелите на Толедо и Сарагоса в свои васали. Един от неговите помощници става известният Ел Сид, по-късно истинска легенда. В тази обстановка емирът на Севиля прави опит да обедини мюсюлманите. Той превзема Кордоба и Мурсия и контролира целия юг, но силите му не достигат за пълен успех. Вместо това останалите емири търсят съюза на християните. Усилията на Алфонсо VІ се насочват към отслабената тайфа Толедо. Четири години продължават усилията му да изолира, а след това да задържи на престола слабия емир Ал-Мамун. На 6 май 1085 г. Толедо отваря вратите си пред победителя и завинаги остава под християнска власт. Падането на този град носи със себе си много символика. Това е старата вестготска столица. След Симанкас това е втори повратен момент на Реконкистата.

## Апогей на реконкистата (1085 – 1212)

### Мюсюлманският контраудар
Падането на Толедо предизвиква шок сред останалите емирати. Виждайки се безпомощни да спрат християнското настъпление, те се обръщат за помощ към североафриканската империя на Алморавидите. През 1086 г. армия от 50 000 бербери и маври, командвана от големия пълководец Юсуф бин Ташфин, акостира в Алхесирас. Много скоро тя нанася тежко поражение на Алфонсо VІ в голямата битка при Саграхас. Алморавидите не са толерантни към евреите и християните като Омаядите, те налагат на местните владетели своята власт и с това предизвикват всеобща съпротива. Когато през 1090 г. подновяват настъплението си, срещу тях се формира съюз от мюсюлмани и християни. Въпреки това Ташфин успява да изтласка Леонското кралство от много завзети земи и стига до река Дуеро. Толедо е обграден от три страни, но до атака срещу него не се стига.
Каузата на християнството в Испания кара много рицари от Франция и Бургундия да дойдат и да се бият. Това не носи непосредствен успех, ако се съди по новото християнско поражение при Уклес през 1108 г. Но това сражение е последният успех на Алморавидите. С упадъка на тази империя започва серия от християнски победи.

### ХІІ век
През 1118 г. театърът на военните действия се пренася по долината на река Ебро. Там век по-рано от Навара се е отделило малкото кралство Арагон. Алфонсо І Арагонски иска да превземе Сарагоса, но се нуждае от сериозна подкрепа. Отзовават се много рицари от Тулуза. Общите усилия дават резултат и градът е превзет. Той става столица на Арагон. Не след дълго мюсюлманите са прочистени от целия испански североизток чак до Валенсия. В същото време от другата страна на полуострова възниква португалското кралство. Един от дошлите по-рано бургундски рицари се омъжва за дъщерята на Алфонсо VІ. Дават му графство Португалия като апанаж. Неговият син Афонсу І Енрикеш побеждава мюсюлманите при Орике през 1139 г. и се обявява за крал. Четири години по-късно леонските крале признават независимостта на Португалия. По време на Втория кръстоносен поход Афонсу І се договаря с рицарите за обща атака на Лисабон. Градът пада през 1147 г., което се счита за единствения успех на кръстоносците.
Идването на множество рицари на испанска земя събужда и у местните кръстоносната идея. ХІІ в. вижда появата на първите испански военно-монашески ордени – Орденът на Сантяго, Орденът на калатравите и други. Въведена е рицарската бойна стратегия и тактика, най-вече тежковъоръжената конница с големи копия и щитове. Рицарите, наричани caballeros, се издигат в култ. Появяват се песните за Роланд и Ел Сид. Както и в останалите страни, рицарите се бият с подкрепата на своите селяни, въоръжени с лъкове със стрели. Имат лични оръженосци, които обикновено използват арбалети. Друг вид войскови подразделения са градските милиции (от граждани-доброволци) и техният принос често е равен с този на благородниците.
В средата на века християнските успехи стигат до там, че в ръцете им за първи път от четири века пада Кордоба (завладяна за кратко от Алфонсо VІІ от 1146 до 1149 г.). Резултатът е, че нова африканска империя се замесва във военните действия в Испания – това е империята на Алмохадите. Нейните халифи завземат Андалусия, преместват столицата си в Севиля. Издигат там известната джамия, както и двореца Алкасар (да не се бърка с Алкасар в Сеговия). Тяхната власт в Испания достига апогея си при Юсуф І (1163 – 1184) и Якуб І (1184 – 1199) – способни и начетени мъже, които показват толерантно отношение към покорените християни и мюсюлмани. Техният най-голям успех е победата при Аларкос (1195), където разбиват кастилския крал Алфонсо VІІІ. Толедо отново е поставен под заплаха, но не е атакуван.

### Лас Навас де Толоса
В края на ХІІ в. започва бавният процес на консолидация на християнските държави в Испания. Първо Арагон и Барселона се сливат по династичен принцип и се поставят основите на по-късната Арагонска корона (1164). Новото кралство се договаря с Леон за сферите на влияние, за да се избегнат конфликти между християните. Следващата голяма стъпка в това отношение е сливането на Леон и Кастилия през 1230 г. Междувременно обаче се стига до най-голямото и решително сражение на Реконкистата – битка при Лас Навас де Толоса.
През 1211 г. Алфонсо VІІІ Кастилски призовава останалите християнски владетели за обединение срещу Алмохадите. Той получава и подкрепата на папата, който обявява кръстоносен поход. Папата заплашва с отлъчване всеки, който не подкрепи кастилците. В Толедо се събира внушителна войска от 2000 рицари и 60 000 лековъоръжени войници, между които и малка група френски рицари. Срещу тях Алмохадите изваждат армия, която според някои оценки достига 600 000 души. Битката се води на 16 юли 1212 г. След продължителна ръкопашна схватка кастилските рицари си пробиват път до лагера на халифа, който панически напуска бойното поле. Армията му отстъпва с колосални загуби. Тази стратегическа победа пречупва силата на Алмохадите, които повече не могат да спират християнското настъпление. От този момент успехът на Реконкистата е само въпрос на време.

## Краят на мюсюлманската власт (1212 – 1492)

### Завоюване на юга
До битката при Лас Навас де Толоса между мюсюлманите и християните цари равновесие. Полуостровът е разделен на две сравнително равни части, а границата между тях се мени слабо. Дългото съжителство на религии и цивилизации научава господарите от двете страни да уважават поданиците си друговерци и да им гарантират основни права, за да избягват излишни вътрешни конфликти. При това не са редки случаите на сътрудничество между християнски и мюсюлмански държави. След битката този баланс е разрушен и Реконкистата навлиза в решителна фаза на голямо християнско надмощие. Само за краткия период от 1220 до 1250 г. християните завоюват повече земи, отколкото през предишните два века.
Първоначално в периода между 1229 и 1235 г., падат Балеарските острови. Там арагонският крал Хайме І създава васалното кралство Майорка. Малко по-късно той превзема Валенсия и за Арагон Реконкистата приключва. Междувременно през 1231 г. се води втората битка при Гуадалете. И ако първата е имала тъжни последици за християните, сега поражението е за мюсюлманите. Емирът на Мурсия е разбит, а държавата му – ликвидирана. През 1236 г. е постигнат огромен успех, когато силите на Фернандо ІІІ Кастилски превземат старата столица Кордоба, а след това триумфално връщат в Сантяго де Компостела камбаните, отмъкнати навремето от Ал Мансур. Това се случва след кратка подготовка през зимата и офанзивата успява благодарение на предателството на част от населението, което отваря портите. Кастилците превземат и Кадис, с което добиват излаз на Атлантическия океан южно от Португалия. Малко по-късно с превземането на Фару завършва и португалската Реконкиста. През юли 1247 г. Фернандо ІІІ начева обсада на другия ключов град на Алмохадите, Севиля. Негови кораби успешно навлизат по река Гуадалкивир и блокират връзката на града с морето. И все пак кастилците срещат много по-сериозна съпротива, отколкото при бързото падане на Кордоба. Обсадата е жестока и продължава 16 месеца. През ноември 1248 г. изтощеният от глад град капитулира, повече от половината население го напуска и се преселва в Африка. С това приключва и интересът на Алмохадите към Испания.

### Гранада
От 1250 г. се установяват граници, които остават почти непроменени през следващите два века. В югоизточните части се оформя Емирство Гранада, където се установява династията Нашрид. В едноименната столица е построен красивият дворец Алхамбра. Основател на държавата е Мохамад І, родственик на Алмохадите. Ако не е била неговата амбиция да се задържи на полуострова, Реконкистата би приключила още през ХІІІ в. В началото на ХІV в. кастилците (Кастилия остава единствената държава, която граничи с емирата) си поставят за цел да овладеят Гибралтарския проток и да откъснат Нашридите от естествените им съюзници в Африка. Падането на Гибралтар през 1309 г. е символично събитие. То предизвиква поредната (и последна) намеса на африканска мавританска държава в съдбата на Испания. През 1333 г. султанът на Мароко Абу ал-Хасан Али І от династията на Маринидите превзема обратно Гибралтар. Той прехвърля солидни армии на полуострова и изисква от Нашридите васална клетва. Но времената са се променили. За разлика от предишните подобни случаи, сега мюсюлманите срещат силна съпротива. През 1340 г. се състои решителна битка край река Саладо – Маринидските сили са разгромени от обединена кастилско-португалска войска и никога повече не се опитват да нахлуят на полуострова. Девет години по-късно кастилците повторно и този път окончателно превземат Гибралтар. В същото време те полагат сериозни усилия да превземат Гранада. Нейното положение в планината Сиера Невада улеснява отбраната ѝ и през 1350 г. християните са принудени да спрат с атаките. За следващите 130 години настъпва мир и равновесие, което удовлетворява и двете страни.
Гранада е васална държава и изплаща годишните си данъци към Кастилия чрез добивано в Африка злато. Ситуацията се оказва добре дошла за кастилците, които иначе не биха имало достъп до него. Това е главната причина да няма сериозни нарушения на мира през следващите десетилетия. Нашридите са принудени също така да оказват военна помощ на кастилския крал. Въпреки естественото си нежелание, те изпращат войски при обсадата на Севиля. Поради заселването на много избягали мюсюлмани Гранада се превръща в най-големия град в Испания и истински център на науките и изкуствата. Известно е, че в средата на ХV в. там има 137 джамии. Емиратът активно търгува с Република Генуа и Арагон, опитва и за известно време владее ключовия град Сеута на входа на Гибралтарския проток.

### Обединение на Испания и падане на Гранада
През ХV век на Пиренейския полуостров съществуват четири християнски държави с утвърдена държавност: кралствата Кастилия, Португалия, Арагон и Навара. Поради липсата на свободни територии те се впускат в завоевания извън полуострова. Арагонците се установяват в Сицилия и южна Италия. Португалците превземат Сеута през 1415 г. и изследват африканските брегове за да открият път към Индия. Кастилия, която е най-силна, се стреми към обединение на полуострова под своя власт. За целта през 1469 г. кастилската принцеса Изабела и арагонският принц Фернандо сключват династичен брак, който предвещава появата на бъдещата испанска монархия. Скоро те заемат троновете в своите страни, но обединението все още не е факт. Всеки от тях има права върху своето кралство и ограничени правомощия в кралството на съпруга си.
Младата владетелска двойка е амбицирана да приключи проблема с все още мюсюлманска Гранада. С намаляла територия и ограничени ресурси емиратът вече е по-лесна плячка. Въпреки това в започналата през 1482 г. Гранадска война успехите първоначално са на страната на мюсюлманите. Емирът Мохамад ХІІ (Боабдил) организира ожесточена съпротива и побеждава кастилците край Малага. Скоро обаче е свален с преврат и ходът на войната се обръща. През 1487 г. кастилците превземат Малага, главното пристанище на Гранадския емират. Това довежда Боабдил отново на власт. Две години по-късно падат крепостите База и Ал Загал, с което в мюсюлманска власт остава само крепостта Гранада. През 1491 г. се подписва договорът от Гранада, който предвижда нейната капитулация. Фернандо и Изабела гарантират свободното изселване на маврите, както и толерантно отношение към тези, които останат. На 2 януари 1492 г. Боабдил предава на победителите ключовете на града и напуска страната. С това Реконкистата приключва.

## Мюсюлманите и евреите в католическа Испания
Християнските владетели, също както мюсюлманските, показват в хода на Реконкистата уважение към друговерските си поданици. След падането на Толедо Алфонсо VІ издава декларация за толерантност, която се спазва от кралете на Леон и Кастилия чак до окончателната победа. След това започват принудителните мерки. Още през 1493 г. с Декрета от Алхамбра Фернандо и Изабела задължават 200 000 евреи да напуснат страната или да приемат католицизма. Повечето от тях отиват в Османската империя, а актът на испанските власти буди присмеха на султана. През 1502 г. Изабела задължава всичките си поданици да бъдат католици, а през 1526 г. Карл V въвежда това правило и в Арагон. Нови 200 000 маври отпътуват към Африка. Енергията на испанските управляващи се насочва и към мориските – маври, които с времето са приели християнството. Натискът срещу тях продължава дълго и е безмилостен. Испанците ги виждат като икономически съперници и настояват за прогонването им. През 1568 г. се стига до въстание на мориските, след което повечето от тях са прогонени.